# Садиль
Садиль — река в России, протекает в Карагайском районе Пермского края. Устье реки находится в 30 км по правому берегу реки Обва. Длина реки составляет 11 км.
Исток реки у деревни Осетры и в 14 км к северо-востоку от села Козьмодемьянск. Река течёт на север, в верховьях протекает деревни Осетры и Шевшуки, ниже течёт по ненаселённой лесной местности. Впадает в Обву выше посёлка Рождественск.

## Данные водного реестра
По данным государственного водного реестра России относится к Камскому бассейновому округу, водохозяйственный участок реки — Кама от города Березники до Камского гидроузла, без реки Косьва (от истока до Широковского гидроузла), Чусовая и Сылва, речной подбассейн реки — бассейны притоков Камы до впадения Белой. Речной бассейн реки — Кама.
По данным геоинформационной системы водохозяйственного районирования территории РФ, подготовленной Федеральным агентством водных ресурсов:
- Код водного объекта в государственном водном реестре — 10010100912111100009707
- Код по гидрологической изученности (ГИ) — 111100970
- Код бассейна — 10.01.01.009
- Номер тома по ГИ — 11
- Выпуск по ГИ — 1